# Noblella madreselva
Espèce
Noblella madreselva est une espèce d'amphibiens de la famille des Craugastoridae.

## Répartition
Cette espèce est endémique de la province de La Convención dans la région de Cuzco au Pérou.

## Description
Le spécimen adulte mâle observé lors de la description originale mesure 15,6 mm de longueur standard et le spécimen adulte femelle observé lors de la description originale mesure 17,6 mm de longueur standard.

## Étymologie
Son nom d'espèce lui a été donné en référence à son lieu de découverte, la lodge Madre Selva.

## Publication originale
- Catenazzi, Uscapi & von May, 2015 : A new species of Noblella (Amphibia, Anura, Craugastoridae) from the humid montane forests of Cusco, Peru. ZooKeys, vol. 516, p. 71–84 (texte intégral).